# Excitron
Ein Excitron (auch Exzitron oder Exzitronröhre) ist ein Quecksilberdampfgleichrichter mit nur einer Anode (Einanodengleichrichter). Da bei nur einer Anode eine Zündung bei jeder Periode nötig ist, wird mittels einer Hilfselektrode direkt über der Quecksilberoberfläche ein Lichtbogen permanent aufrechterhalten. Diese Hilfselektrode heißt Erregeranode, engl. excitation anode, wovon sich auch der Name von diesem Gleichrichtertyp ableitet.
Die Vorteile des Excitron gegenüber dem Mehranodengleichrichter, der üblichen Bauform eines Quecksilberdampfgleichrichters mit mehreren Anoden, besteht in:
- einem um ca. 20 % geringeren Lichtbogen-Spannungsabfall und damit verbundener Wirkungsgradsteigerung. Dies ist durch die räumlich nähere Anordnung der Anode zur Kathode möglich.

- einer höheren Stromtragfähigkeit von 3000 A aufwärts. Die höheren Ströme sind deswegen möglich, da bei diesem Gleichrichter nicht die Gefahr einer Rückzündung zwischen zwei oder mehreren Anoden wie beim Mehranodengleichrichter besteht. Daher wurde dieser Gleichrichtertyp vor allem bei hoher Strombelastung wie in der Aluminiumelektrolyse eingesetzt.

Für den Einsatz als Gleichrichter in Drehstrom- bzw. Mehrphasennetzen ist eine entsprechende Anzahl von Einanodengleichrichtergefäßen notwendig. Des Weiteren ist die Reservehaltung vereinfacht, da bei Ausfall eines Gleichrichters an einer Phase nicht das komplette Gleichrichtersystem getauscht
werden muss.
Excitrons wurden als Leistungsgleichrichter in der Industrie bis in die 1960er Jahre verwendet. Sie sind heute durch Thyristoren und IGBTs fast vollständig ersetzt worden.